# Friede von Madrid

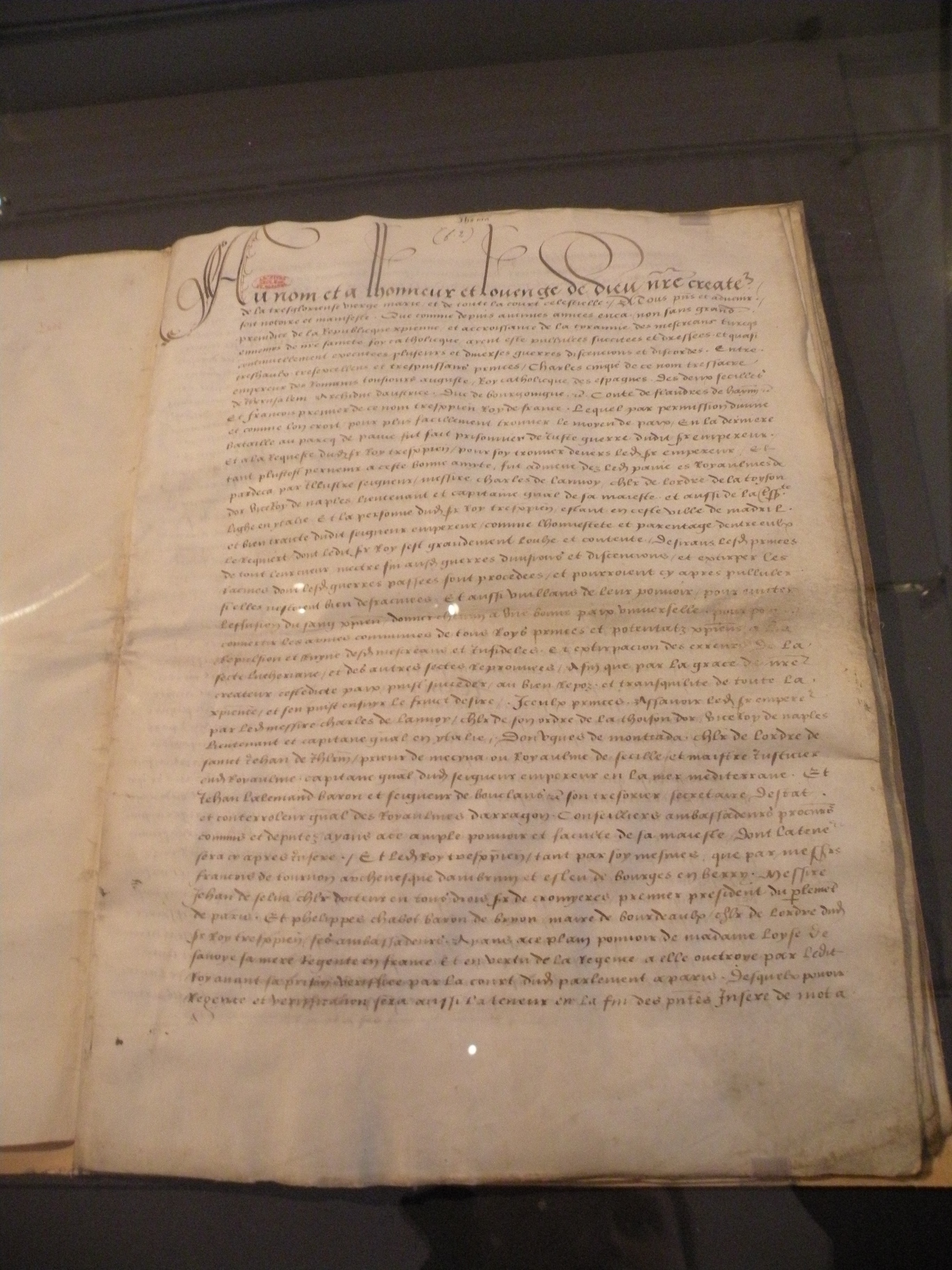
Friede von Madrid

Der Friede von Madrid vom 14. Januar 1526 zwischen dem Habsburger Karl V. und König Franz I. von Frankreich war eine Etappe der Italienischen Kriege. Der in Gefangenschaft geratene Franz sah sich gezwungen, das Herzogtum Mailand, Flandern, Artois und Burgund an Karl abzutreten. Nach seiner Freilassung widerrief er die Abtretung umgehend als erzwungen und nahm den Kampf mit Habsburg wieder auf.
Vorausgegangen war die für Frankreich katastrophal endende Schlacht bei Pavia am 24. Februar 1525, in der einige hochrangige französische Militärs (Herzog Louis de la Tremouille, Marschall Odet de Foix, Admiral Bonnivet, Jacques de la Palice, Richard de la Pole und andere) gefallen waren und der König selbst in Gefangenschaft geraten war – zuletzt war ein solches Schicksal Ludwig IX. während der Kreuzzüge widerfahren. Ebenfalls in Gefangenschaft gerieten Anne de Montmorency und Robert III. de La Marck.
Die Reste der geschlagenen französischen Armee zogen sich über die Alpen nach Frankreich zurück. Allerdings war auch Karl finanziell kaum mehr in der Lage, einen längeren Feldzug zu führen und versuchte stattdessen, den Sieg über Franz diplomatisch zu nutzen. Eine bedeutende Rolle in Karls Plänen spielte dabei der Herzog von Bourbon, der gegen Franz rebelliert hatte und zu Karl übergelaufen war. Karl ermutigte ihn, gemeinsam mit König Heinrich VIII. von England gegen Frankreich zu ziehen, das dann unter ihnen aufgeteilt werden könne. Sein Feldherr Pescara machte sich unterdessen Hoffnungen auf das Königreich Neapel, allerdings starb er Ende 1525. In Frankreich übte unterdessen Franz’ Mutter Luise von Savoyen die Regierungsgewalt aus. Ihr gelang es, Heinrich VIII. von seinem Bündnis mit Habsburg abzubringen.
Franz selbst wurde nach Spanien verbracht. Am 12. Juni 1525 traf er in Barcelona ein, wurde zunächst in einem Haus bei Valencia festgehalten und dann in die Zitadelle von Madrid verbracht. Karl lehnte Franz’ Bitten um eine persönliche Unterredung ab und ließ ihm die Forderung zukommen, Mailand, die Provence und den burgundischen Besitz abzutreten. Franz erwiderte, dass er ohne die Zustimmung des Parlaments dazu nicht ermächtigt sei. Franz versuchte vergeblich zu fliehen; Karl schickte daraufhin Karls als Unterhändlerin angereiste Schwester Margarete von Navarra unvermittelt nach Hause.
Karl wurde Ende 1525 mit der Forderung konfrontiert, in Mailand die Herrschaft der Sforza wiederherzustellen. Insbesondere Venedig und der Papst setzten sich hierfür ein. Karl musste mit einem baldigen neuerlichen Krieg in Italien rechnen; er musste schnell zu einer Einigung mit Franz kommen. Karl erklärte sich nun einverstanden, auf die Provence zu verzichten. Franz erklärte sich am 19. Dezember zum Vertrag von Madrid; dieser wurde am 14. Januar 1526 unterzeichnet.
Das ausgearbeitete Vertragswerk enthält neben den territorialen Abmachungen, den Verzicht Frankreichs auf Burgund, die Lehnshoheit über Flandern und Artois, den Verzicht auf alle italienischen Ansprüche (Mailand, Neapel, Asti und Genua), das Versprechen der Wiedereinsetzung des Herzogs Charles de Bourbon in seinen französischen Besitz, die Bereitstellung einer französischen Flotte für den geplanten Italienzug des Kaisers und die Verabredung der Vermählung Franz I. mit der Schwester Karls V., Eleonore von Portugal.  Zugleich wurde vereinbart, dass er im Gegenzug für seine Freilassung zwei Söhne als Geiseln nach Spanien zu geben hatte, welche als Sicherheiten in Spanien bleiben sollten, bis Franz I. seine Bedingungen erfüllt hatte, nach Frankreich zurückkehren.
Am 18. März erfolgte am Bidasoa an der Grenze zu Frankreich der Austausch. Die beiden Prinzen wurden von der Regentin Luise und Lautrec den Spaniern übergeben und Franz kehrte in seine Heimat zurück.
Unmittelbar nach seiner Rückkehr erklärte Franz die Friedensbedingungen aber für erzwungen und für daher nichtig. Hierzu erhielt er nicht nur die Rückendeckung des Papstes, der nun angesichts der Machtfülle Karls V. zu dessen Gegner wurde; auch Karls Kanzler Mercurino Arborio di Gattinara war mit dem Vorgehen Karls nicht einverstanden. Zudem konnte Franz ein von ihm bereits am 16. August 1525 verfasstes, notariell beglaubigtes Protestschreiben vorlegen, in dem er etwaige unter Druck erfolgte Zugeständnisse vorsorglich für unwirksam erklären ließ. Karl sah sich nun in der öffentlichen Meinung isoliert. Frankreich, Mailand, Venedig, Florenz und der Kirchenstaat kamen in der Liga von Cognac zusammen und bereits im Mai 1526 flammten die Italienischen Kriege erneut auf. Im Sommer 1526 begann der zweite Krieg zwischen Franz I. und Karl V. Die Truppen der Liga marschierten unter der Führung des Herzogs von Urbino im Herzogtum Mailand ein. 1527 kam es mit dem Sacco di Roma, der Plünderung Roms durch deutsche Landsknechte, zu einem traurigen Höhepunkt.
Ein zeittypisches Nachspiel des (auf deutscher Seite Vertrag von Madrid genannten) Friedens war die publizistisch ausgeschlachtete Herausforderung Karls V. an Franz I. aus dem Jahre 1528. Obwohl ein persönlicher Zweikampf von beiden Herrschern nicht abgelehnt wurde, zeitigten die damit einhergehenden diplomatischen Unwägbarkeiten nur ein weiteres Moment frühneuzeitlicher Konfliktbewältigung.